# Matías Mayer
Matías Agustín Mayer Wolf (Martínez, San Isidro, provincia de Buenos Aires; 6 de septiembre de 1990) es un actor y cantante argentino. Interpretó a Gabriel durante cuatro años en la obra teatral Casi normales (2012-2015), papel por el cual recibió nominaciones a los premios ACE, Hugo, Trinidad Guevara y fue galardonado con un premio Florencio Sánchez en la categoría «Revelación masculina». 
En 2015, obtuvo una gran notoriedad por haber participado en la miniserie Historia de un clan en el papel de Federico Olsen por el cual recibió una nominación a los Premios Tato como «Artista Revelación» y ese mismo año participó en la tercera temporada del ciclo de imitaciones Tu cara me suena emitido por Telefe.

## Biografía
Matías Mayer nació el 6 de septiembre de 1990 en la localidad argentina de Martínez situada en el partido de San Isidro, perteneciente a la zona norte del Gran Buenos Aires, en la provincia de Buenos Aires a 22 kilómetros al norte de la ciudad de Buenos Aires.
A temprana edad, Mayer descubrió su interés por la música y la actuación viendo el trabajo de su hermano mayor Tomás. Estudió canto con Cristian Bruno, Francisco Virasoro, Marcelo Velasco Vidal, Florencia D'Elia, Sebastián Mazzoni y Sonia Von Potosbsky (en el Estudio de Julio Bocca) y Natalia Mezzeno con quienes ha estudiado no sólo actuación, sino también danza clásica, tap y jazz. En teatro se formó con Martín Blanco, Mariano Zysholtz y Luis Romero. A su vez, realizó un seminario intensivo de teatro musical en Nueva York, Estados Unidos donde intensificó sus estudios en comedia musical y donde vio por primera vez la obra Next to Normal, por la cual sintió un gran interés y realizó seminarios de actuación con Norma Angeleri. Como intérprete, comenzó cantando en eventos privados para MacFarlane & Ros Artayeta Producciones.
En septiembre de 2014, Matías se recibió de la universidad con el título de Licenciado en administración de empresas, carrera que estudiaba en paralelo con su trabajo artístico.

## Carrera profesional

### 2004-2010: Inicios en el teatro y la televisión
Mayer inició su carrera profesional en el 2004, donde tuvo su primera aparición como parte del coro del show The End de Pink Floyd en el teatro Luna Park. En el 2008, realizó la avant premier de la película Camp Rock personificando uno de los papeles principales, en el Teatro Coliseo. Ese mismo año, obtuvo el papel de Alan King para la serie Jake & Blake una sitcom producida por Cris Morena Group y transmitida por la cadena de Disney Channel, que fue estrenada en noviembre de 2009 y finalizó en mayo de 2010.
En el 2010, Matías se puso en la piel de Romeo Montesco en una lectura de la obra original Romeo & Juliet + Queen que se llevó a cabo en el Galli Theatre en la ciudad de Nueva York. Más tarde, en el 2011, Mayer participó en una producción amateur del musical Hairspray, producida por La Tribu del Arte, en donde interpretó a Link Larkin en el teatro Don Bosco.

### 2012-2016: Reconocimiento conCasi normalesy consolidación teatral
En 2012, Mayer realizó una audición para la adaptación argentina de Next to Normal, denominada Casi Normales, para la cual debió realizar pruebas de canto y actuación, obteniendo así el papel de Gabriel, personaje que interpretó durante cuatro años, hasta el año 2015. La obra estuvo bajo la dirección de Luis Romero y se llevó a cabo en teatros como el Teatro Liceo, Teatro Apolo, Teatro El Nacional, Teatro Tabarís y Teatro Metropolitan. En marzo de ese mismo año firmó un contrato discográfico con Metrónomo Music que tiene a Nicolás Repetto como el director de la discográfica, para grabar su álbum debut bajo el género pop.
En 2013 tuvo un papel solista en la obra teatral American Songbook que estuvo bajo la dirección de Jerry Dixon y se desarrolló en el teatro Lincoln Center de Nueva York. En noviembre del mismo año, formó parte del elenco principal de la telenovela infantojuvenil Señales del fin del mundo emitida por la TV Pública, donde dio vida a Coco, uno de los chicos malos que vive de fiesta y duerme muy poco. La telenovela tuvo su final el 25 de diciembre de 2014.
En abril de 2014 se confirmó que integraría el elenco principal de Swingers, canciones con swing junto a Natalie Pérez y Martín Ruiz en el Teatro Metropolitan con la dirección de Axel Jeanot. Por su actuación en el musical, Matías recibió una nominación a los Premios Hugo como Mejor actuación masculina en music hall.

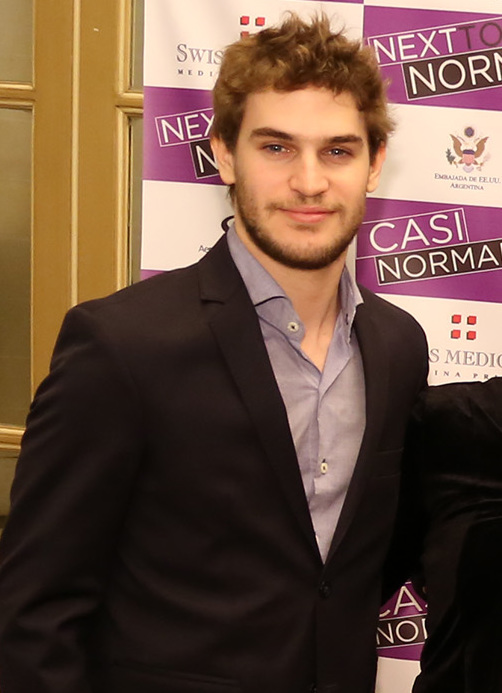
Mayer en un evento de Casi Normales en 2015

A comienzos del 2015, Mayer apareció junto a Candela Vetrano en el video musical «Nunca estuve acá» de la banda Bandalos Chinos, donde ambos interpretan a un par de ladrones que se escapan en un descapotable, ambos usan camperas con el logo del álbum de la banda. Al tiempo, fue convocado para protagonizar la obra Ghost, el musical en el papel de Sam, la cual se llevó a cabo en el Teatro Metropolitan Citi y la dirección estuvo a cargo de Marcelo Rosa. Ese mismo año, obtuvo un papel destacado en la miniserie Historia de un clan emitida por Telefe, donde personificó a Federico "Fede" Olsen, un jugador de rugby que se convierte en la primera víctima del Clan Puccio. Dicho papel lo llevó a su primera nominación a los Premios Tato en la categoría de Revelación, siendo esta una de las nominaciones más importantes en su carrera.
A partir de su participación en la serie, Telefe convocó a Matías para participar de la tercera temporada del ciclo de imitaciones Tu cara me suena en reemplazo de Pablo Martínez, quedando en el octavo puesto de la competencia. Poco después, Mayer fue invitado a participar de diversas obras musicales como ¡Amor! ¡Valor! ¡Compasión! junto a Alejandro Awada y Esteban Prol con la dirección de Jorge Azurmendi. Y también formó parte de Sres y Sres del Musical Vol. 2 dirigida por Ricky Pashkus en el Teatro Gran Rex.
A inicios de. 2016, se anunció que Matías protagonizaría la obra Filomena Marturano, matrimonio a la italiana junto a Claudia Lapacó, Antonio Grimau, Victorio D’Alessandro e Ignacio Pérez Cortés. La obra tuvo su estreno el 21 de enero de 2016 en el Teatro 25 de Mayo con la dirección de Helena Tritek. Asimismo, participó del musical Let it Be... Una historia de amor encabezado por Hernán Piquín, donde interpretó las canciones más exitosas de The Beatles en el Teatro Fórum.
Más tarde, fue convocado para protagonizar la serie Ahí afuera junto a Alejandro Awada, Belén Chavanne y Agustín Daulte. Fue producida por PRIMO para la plataforma digital Studio+ de Francia. La serie fue estrenada el 17 de octubre de 2016 para los dispositivos móviles. A su vez, continuó participando de distintas obras teatrales como La selección del musical en el rol de conductor en el teatro Teatro El Nacional. Seguidamente, volvió a interpretar a Gabriel en Next to casi normales por dos únicas funciones en el Teatro Astral junto a Josefina Scaglione, Fernando Dente, Mariano Chiesa y Nacha Guevara. También participó de dos funciones en la adaptación nacional de The Rocky Horror Show en el Teatro Maipo en el papel de un criminólogo.

### 2017-presente: Protagónicos en cine y televisión
En 2017, Mayer se unió al elenco principal de la película Maracaibo, junto a Jorge Marrale, Mercedes Morán y Nicolás Francella. En la película interpretó a Facundo, un joven estudiante de cine que es asesinando en un robo frente a sus padres La película fue dirigida por Miguel Ángel Rocca, estranándose el 9 de marzo de 2017. En televisión, formó parte del elenco principal de la serie juvenil Love Divina junto a Laura Esquivel, Manuel Masalva, Jenny Martínez, donde interpretó a Pierre. La serie fue producida por Pol-ka y Televisa, y fue emitida por El trece.
Sus siguientes interpretaciones en televisión fueron en la serie Un gallo para Esculapio de Telefe, donde personificó al doctor Alejandro Piccione y realizó una participación especial como Ever en la tira Cuéntame cómo pasó emitida por la TV Pública. Poco después, participó del musical Jesucristo en concierto y protagonizó la obra teatral El jefe del mundo junto a Florencia Torrente. Sin embargo, ese año, se destacó por interpretar a Lonny Barnet en la adaptación nacional del musical Rock of Ages en el Teatro Maipo.
A principios del 2018, Mayer protagonizó junto a María Abadi la película Eterno paraíso dirigida por Walter Becker, en la cual interpretó a Pablo, quien se enamora de su vecina que es atacada en la vía pública y termina en estado de coma. En teatro, Mayer protagonizó la obra Por los miedos junto a Micaela Vázquez, Federico Coates y Sofía Pachano, con la dirección de Peter Lanzani en el Microteatro de Palermo. Luego, realizó distintas participaciones especiales en ficciones televisivas como Simona de El trece, donde interpretó a Bautista Bessone, quién demuestra un interés amoroso por la protagonista. Poco después, protagonizó junto a Carla Quevedo uno de los capítulos del unitrio Rizhoma Hotel emitido por Telefe.
Más tarde, Matías se unió al elenco principal de la serie Millennials de Net TV junto a Nicolás Riera, Laura Laprida, Juan Manuel Guilera, Johanna Francella y Noelia Marzol. Allí interpretó a Rodrigo Ruiz, durante las tres temporadas de la serie, un joven insatisfecho e inseguro con su vida. En 2019, Mayer interpretó a Darío Frenkel en la serie de época Secreto bien guardado que fue emitida por Cine.AR. Ese mismo año, Matías integró el elenco principal de la telenovela Argentina, tierra de amor y venganza, que fue producida por Pol-Ka para El trece.
En 2020, Mayer formó parte de la serie web Adentro, donde personificó a Nacho y fue estrenada en YouTube. En 2022, Matías protagonizó junto a Nicolás Francella la película dramática Un crimen argentino, donde interpretó a Carlos Torres un joven fiscal que debe resolver junto a su compañero un misterioso asesinato ocurrido durante la dictadura militar. Ese mismo año, apareció en la serie dramática de espionaje Iosi, el espía arrepentido de Prime Video, donde dio vida a Víctor Kesselmann, un joven líder de una agrupación política de izquierda de la comunidad judía.

## Filmografía

### Cine
| Año  | Título              | Papel         | Notas |
| ---- | ------------------- | ------------- | ----- |
| 2016 | Dolores             | Harry         |       |
| 2017 | Maracaibo           | Facundo       |       |
| 2018 | Eterno paraíso      | Pablo         |       |
| 2022 | Un crimen argentino | Carlos Torres |       |
| 2022 | Ariel               | Justin        |       |
| 2023 | Amor sin sentido    | Lautaro       |       |

### Televisión
| Año           | Título                               | Papel                   | Notas                                        |
| ------------- | ------------------------------------ | ----------------------- | -------------------------------------------- |
| 2009-2010     | Jake & Blake                         | Alan King               |                                              |
| 2013-2014     | Señales del fin del mundo            | Jorge «Coco»            |                                              |
| 2015          | Historia de un clan                  | Federico Olsen          |                                              |
| 2015          | Tu cara me suena 3                   | Participante            | 8.º clasificado                              |
| 2016          | Ahí afuera                           | Tomás                   |                                              |
| 2017          | Si me volviera a enamorar            | Tomy                    |                                              |
| 2017          | Divina, está en tu corazón           | Pierre Santos           |                                              |
| 2017          | Cuéntame cómo pasó                   | Ever «Gringo»           |                                              |
| 2017-2018     | Un gallo para Esculapio              | Dr. Alejandro Piccione  |                                              |
| 2018          | Simona                               | Bautista Bessone        |                                              |
| 2018          | Rizhoma Hotel                        | Pablo                   | Episodios: «Tesoro», «Piel de ángel»         |
| 2018-2021     | Millennials                          | Rodrigo Ruiz            |                                              |
| 2019          | Secreto bien guardado                | Darío Frenkel           |                                              |
| 2019          | Argentina, tierra de amor y venganza | Edinson Gallo           |                                              |
| 2020          | Adentro                              | Nacho                   | Episodios: «Caretas», «Cumpleaños zoompresa» |
| 2022-2023     | Iosi, el espía arrepentido           | Víctor Kesselman        |                                              |
| 2023-presente | Barrabrava                           | Adrián «Polaco» Urrutia |                                              |
| 2024          | Porno y helado                       | Claudio                 | Episodio: «¡Piernas!»                        |

### Videos musicales
| Año  | Video              | Papel  | Artista         | Ref(s) |
| ---- | ------------------ | ------ | --------------- | ------ |
| 2015 | «Nunca estuve acá» | Ladrón | Bandalos Chinos | [ 44 ] |

## Teatro
| Año       | Título                                       | Papel           | Lugar               |
| --------- | -------------------------------------------- | --------------- | ------------------- |
| 2010      | Romeo & Juliet + Queen                       | Romeo Montesco  | Estadio Luna Park   |
| 2011      | Hairspray                                    | Link Larkin     | Teatro Don Bosco    |
| 2012-2015 | Casi normales                                | Gabriel         | Teatro Liceo        |
| 2013      | American Songbook                            | Cantante        | Lincoln Center      |
| 2014      | Swingers, canciones con swing                | Cantante        | Teatro Metropolitan |
| 2015      | Ghost, el musical                            | Sam             | Teatro Metropolitan |
| 2015      | ¡Amor! ¡Valor! ¡Compasión!                   | Cantante        | Teatro Regina Tsu   |
| 2015      | Sres. y sres. del musical vol. 2             | Cantante        | Teatro Gran Rex     |
| 2016      | Filomena Marturano, matrimonio a la Italiana | Miguel          | Teatro 25 de Mayo   |
| 2016      | Let it be, una historia de amor              | Cantante        |                     |
| 2016      | Next to casi normales                        | Gabriel         | Teatro Astral       |
| 2016-2017 | The Rocky Horror Show                        | Brad            | Teatro Maipo        |
| 2017      | Jesucristo en concierto                      | Cantante        | Teatro Astral       |
| 2017      | Rock of Ages                                 | Lonny Barnett   | Teatro Maipo        |
| 2017      | El jefe del mundo                            | Chico del subte | Microteatro         |
| 2018      | Por los miedos                               |                 | Microteatro         |

## Premios y nominaciones
| Año  | Organización             | Categoría                                                     | Trabajo                                      | Resultado | Ref(s) |
| ---- | ------------------------ | ------------------------------------------------------------- | -------------------------------------------- | --------- | ------ |
| 2012 | Premios ACE              | Revelación masculina                                          | Casi normales                                | Nominado  | [ 45 ] |
| 2012 | Premios Hugo             | Revelación masculina                                          | Casi normales                                | Nominado  | [ 46 ] |
| 2012 | Premio Florencio Sánchez | Revelación masculina                                          | Casi normales                                | Ganador   | [ 47 ] |
| 2012 | Premio Trinidad Guevara  | Revelación masculina                                          | Casi normales                                | Nominado  | [ 48 ] |
| 2014 | Premios Hugo             | Mejor actor en music hall                                     | Swingers, canciones con swing                | Nominado  | [ 49 ] |
| 2014 | Premios Notirey          | Mejor actor juvenil protagonista en ficción                   | Señales                                      | Nominado  | [ 50 ] |
| 2015 | Premios Tato             | Revelación                                                    | Historia de un clan                          | Nominado  | [ 51 ] |
| 2016 | Premios ACE              | Mejor actor de reparto – Drama, comedia dramática y/o comedia | Filomena Marturano, matrimonio a la italiana | Nominado  | [ 52 ] |
| 2016 | Premios Notirey          | Revelación masculina                                          | Historia de un clan                          | Nominado  | [ 53 ] |
| 2018 | Premios Hugo             | Mejor actor                                                   | Rock of Ages                                 | Nominado  | [ 54 ] |
| 2023 | Premios Cóndor de Plata  | Mejor actor protagonista en drama                             | Barrabrava                                   | Ganador   | [ 55 ] |